# Глаттальбан
Глаттальбан (нім. Glattalbahn), спочатку «Stadtbahn Glattal» — проект швидкісного транспорту в районі Глатталь, Швейцарія, на північ від міста Цюрих. 
Глаттальбан було розроблено як трамвайна мережа метрової колії з наскрізним маршрутом до сусіднього Цюриха. 
Був побудований і належить Verkehrsbetriebe Glattal (VBG), але є під орудою Verkehrsbetriebe Zürich (VBZ). 

## Історія
- На етапі 1 міські Цюрихський трамвай було продовжено від Мессе до Аузельга. Будівництво розпочалося в 2004 році, і лінію було відкрито наприкінці 2006 року. Вона функціонує як продовження міського маршруту 11[3]
- Черга 2 відгалужувалася від черги 1 і пролягає до Цюрих-Головний через Опфікон і Глаттбругг. Будівництво розпочалося в 2006 році, а лінія була відкрита в грудні 2008 року. Маршрут експлуатується як продовження міського маршруту 10[4].
- На етапі 3 лінія фази 1 була продовжена від Аузельга через Валлізеллен до Штетбах у Дюбендорфі. Будівництво розпочалося в 2008 році, відкриття відбулось в 2010 році. Трамваї на початок 2020-х курсують з аеропорту Цюриха до станції Штетбах як новий маршрут 12.[5]

## Операції
На початок 2020-х курсують такі маршрути: 
| Маршрут | Опис |
| ------- | --- |
| 10      | Цюрих-Головний - Штерне-Ерлікон - Цюрих-Ерлікон - Лойченбах - Глатпарк - Глатбругг - Клотен-Бальсберг - Аеропорт Цюрих         |
| 11      | Регальп - Цюрих-Головний - Цюрих-Ерлікон - Штерне-Ерлікон - Галленстадіон - Лойченбах - Глатпарк - Ауцельг                     |
| 12      | Аеропорт Цюрих - Клотен-Бальсберг - Глатбругг - Глатпарк - Ауцельг - Глатбругг - Глатцентрум - Дюбендорф - Рінгвізен - Штетбах |

Маршрути 10 і 12 зазвичай використовують низькопідлогові трамваї Bombardier Cobra у власній переважно білій лівреї. 